# 華特·歐伊
華特·雅舒·歐伊（Walter Yasuo Oi，1929年—2013年12月24日），生於美國加州洛杉磯，日裔美國人，著名經濟學家，美国文理科学院院士、羅徹斯特大學經濟學教授。他雙目全盲，專長於勞動經濟學。

## 生平
華特·歐伊出生於日本移民家庭，是第二代的日裔美國人。在二次大戰期間，曾因此被拘禁在美國的關達那摩集中營中。
1961年，取得芝加哥大學經濟學博士學位。

## 外部連結
- 羅徹斯特大學－華特·歐伊簡歷